# Tripogandra
Tripogandra es un género de plantas con flores  perteneciente a la familia Commelinaceae.  Comprende 36 especies descritas y de estas, solo 22 aceptadas.
Es originario de México hasta América tropical.

## Descripción
Son plantas anuales o perennes, erectas o rastreras, a veces trepadoras, con raíces fibrosas; plantas hermafroditas. Hojas ovadas, angostamente ovadas, oblongo-lanceoladas o raramente lineares. Inflorescencias cimas bíparas pseudopedunculadas, a veces laxamente tirsoides, brácteas obsoletas, flores zigomorfas; sépalos 3, libres; pétalos 3, libres, blancos o rosados; estambres 6, dimorfos, el verticilo exterior casi siempre fértil y más corto, con filamentos glabros o barbados y conectivos angostos, el verticilo interior fértil o estaminodial y más largo, con filamentos agrupados en frente del pétalo superior, glabros o variadamente barbados y conectivos variados; ovario 3-locular con 2 óvulos en cada lóculo, estigma capitado. Cápsula loculicida; semillas con hilo punctiforme a lineal y embriotegio dorsal.

## Taxonomía
El género fue descrito por Constantine Samuel Rafinesque y publicado en Flora Telluriana 2: 16. 1836[1837]. La especie tipo es: Tripogandra multiflora (Sw.) Raf. 

## Especies aceptadas
A continuación se brinda un listado de las especies del género Tripogandra aceptadas hasta noviembre de 2013, ordenadas alfabéticamente. Para cada una se indica el nombre binomial seguido del autor, abreviado según las convenciones y usos.
- Tripogandra amplexans Handlos
- Tripogandra amplexicaulis (Klotzsch ex C.B.Clarke) Woodson
- Tripogandra angustifolia (B.L.Rob.) Woodson
- Tripogandra brasiliensis Handlos
- Tripogandra disgrega (Kunth) Woodson
- Tripogandra diuretica (Mart.) Handlos
- Tripogandra elata D.R.Hunt
- Tripogandra encolea (Diels) J.F.Macbr.
- Tripogandra glandulosa (Seub.) Rohweder
- Tripogandra grandiflora (Donn.Sm.) Woodson
- Tripogandra guerrerensis Matuda
- Tripogandra ionantha (Diels) J.F.Macbr.
- Tripogandra kruseana Matuda
- Tripogandra montana Handlos
- Tripogandra multiflora (Sw.) Raf.
- Tripogandra neglecta Handlos
- Tripogandra palmeri (Rose) Woodson
- Tripogandra purpurascens (S.Schauer) Handlos
  - Tripogandra purpurascens subsp. purpurascens
  - Tripogandra purpurascens subsp. australis Handlos
- Tripogandra saxicola (Greenm.) Woodson
- Tripogandra serrulata (Vahl) Handlos
- Tripogandra silvatica Handlos
- Tripogandra warmingiana (Seub.) Handlos